# 二丙基硫代氨基甲酸-S-乙酯
二丙基硫代氨基甲酸-S-乙酯是一种有机化合物，化学式为C9H19NOS。它是一种硫代氨基甲酸酯类选择性除草剂，在澳大利亚和美国用于某些草类和阔叶杂草的出苗前防治。